# Diegho Kozievitch
Diegho Bueno Kozievitch (Curitiba, 19 de novembro de 1986), às vezes creditado como Diegho Kozievitch, é um ator e músico brasileiro de ascendência russa.

## Biografia
Diegho Kozievitch começou carreira de ator aos 7 anos de idade. Em 1994, depois de cantar por dois anos como contralto no Curumim, coral infanto-juvenil de sua cidade, participou da montagem da ópera La Bohème no Teatro Guaíra. Formado na Escola de Música e Belas Artes do Paraná, estudou música desde 1992. No mesmo ano participou da novela Deus nos Acuda como Paulinho.
Em 1996 participou do espetáculo infantil O Menino Maluquinho, no teatro Fernanda Montenegro, também em Curitiba. Fez mais de 40 comerciais de televisão, participou de CDs e gravou jingles.
Em 1999, aos 13 anos, foi escolhido pelo diretor Cao Hamburger para protagonizar Castelo Rá-Tim-Bum, o Filme, no papel de Nino Stradivarius. Entre 2000 e 2001, fez parte do elenco fixo do programa Gente Inocente, e protagonizou os curtas Paisagem de Meninos e A Deus Menino. Entre abril e dezembro de 2002, integrou o elenco do programa Disney Cruj, do SBT, personagem Sputnik.
Em 2003, aos 16 anos, Diegho Kozievitch tornou-se o mais jovem ator a ganhar o Kikito no Festival de Gramado, por sua atuação em Paisagem de Meninos.
Ainda em 2003, Diegho fez uma ponta no longa-metragem 35mm O Sal da Terra, de Eloi Pires Ferreira, além de pequenas participações também no teatro e TV.
Em 2007 Diegho protagonizou a abertura oficial dos Jogos Pan-americanos de 2007, no Rio de Janeiro. Em 2008 o ator integrou o elenco do seriado São Paulo 9mm, dirigido por Michael Ruman, exibido pela Fox Brasil, com grande repercussão nacional.
Em 2010 integrou, juntamente com Milena Silveira, a banda Denorex 80, entrando no lugar de Alexandre Nero. Em 2011 na RPC TV, protagonizou a mini-série de Beto Carminatti Amor em Tempos de Guerra, vivendo o personagem Mariano.
Em 2010 co-estrelou o filme Curitiba Zero Grau dirigida por Eloi Pires Ferreira e estrelado por Jackson Antunes. Todo rodado na cidade de Curitiba, participou do Festival do Rio em 2010 e em 2011 ganhou o prêmio do público no CINESUL - Festival Latino-Americano de Cinema e Vídeo e somente em agosto de 2012 o filme estreou, oficialmente, no Brasil.